# Suavecito... Suavecito
«Suavecito... Suavecito» es una canción de la cantante y actriz mexicana Laura León, publicada en 1992 por la discográfica Compañía Discográfica Internacional una subdivisión de Warner Music Latina. Fue lanza como sencillo de su álbum de estudio El Club de Mujeres Engañadas, lanzado ese mismo año.
La canción tiene ritmos de cumbia y quedó bajo la producción de Victorino Linares. 
Fue compuesta por Miguel Escalante y Ramón Corrales.
Es considerada una canción ícono de la década de los 90 en la cultura pop mexicana.
En 2012 la banda de mexicana Silikon hizo un cover de la canción en una versión pop rock, grabando el vídeo donde aparece "La Tesorito".

## Julieta Venegas
«Suavecito» es una canción interpretada por la cantante y compositora mexicana Julieta Venegas originalmente de la cantante y actriz Laura León. Lanzada el 7 de julio de 2015 como sencillo e incluida en el soundtrack de la película mexicana Elvira, te daría mi vida pero la estoy usando del director Manolo Caro y tomando la canción como tema principal.

### Antecedentes
En 2014 el director mexicano Manolo Caro, le propuso a Julieta realizar la versión de la famosa canción de la cantante Laura León «Suavecito... Suavecito» para ser el tema de su película Elvira, te daría mi vida pero la estoy usando que se estrenó el 15 de agosto de 2015. Venegas aceptó ya que como ella comenta "nunca en la vida se imaginó que alguien le iba a pedir que cantara un tema de Laura León".

### Producción
La canción quedó a cargo de Julieta Venegas y cuenta con la colaboración del actor mexicano Luis Gerardo Méndez es cual fue invitado para realizar los coros. La canción es una mezcla de ritmos de música regional mexicana usando instrumentos como clarinete, tuba y acordeón.

### Lanzamiento
La canción fue lanzada como sencillo el 7 de julio de 2015 para la promoción de la película y fue incluida en el soundtrack el 21 de julio de 2015 junto con artistas como Amandititita y Bronco.

### Vídeo musical
El vídeo fue lanzado el 29 de julio de 2015 en el canal oficial de los estudios Noc Noc Cinema, cuenta con fragmentos de la película y la aparición de Laura León. También la actriz Cecilia Suárez haciendo una coreografía de la canción, el modelo y conductor Uriel del Toro tocando el acordeón junto a la "Tesorito". En este vídeo Venegas solo aparece en varias televisiones.

### Lista de canciones
- Descarga digital[16]

1. "Suavecito" – 3:03

## Silverio
«Suavecito» es una canción interpretada por el cantante Silverio junto a la cantante Laura León e incluida en el sencillo EP Silverio y la Tesorito lanzado el 4 de agosto de 2015 por el sello EPICO.

### Antecedentes
En el Vive Latino de 2014 durante su presentación Silverio invitó al escenario a Laura León para cantar una nueva versión de su éxito «Suavecito» teniendo buena recepción ante el público.

### Lista de canciones
- Descarga digital[17]

1. "Suavecito" – 3:3
2. "Gorila" – 2:53
3. "AbusadorSiguientea" – 3:48